# Namukulu
Namukulu is een van de 14 dorpen van Niue. Met 14 inwoners (2001) en een oppervlakte van 1,48 vierkante kilometer is het veruit het kleinste dorp van het land. Namukulu ligt in het noordwesten op vijf kilometer ten noorden van Alofi, en grenst met de klok mee aan Hikutavake, Tuapa en de Stille Oceaan. 
Namukulu maakt deel uit van het historische stammengebied Motu, dat de noordelijke helft van het eiland beslaat.

## Politiek
Bij de parlementsverkiezingen van 2011 kon Jack Willie Lipitoa zijn zetel voor Namukulu behouden; hij was de enige kandidaat.

Alofi North · Alofi South · Avatele · Hakupu · Hikutavake · Lakepa · Liku · Makefu · Mutalau · Namukulu · Tamakautoga · Toi · Tuapa · Vaiea